# Indústria de la intel·ligència artificial a la Xina
La indústria de la intel·ligència artificial a la República Popular de la Xina és una indústria multimilionària de ràpid desenvolupament. Les arrels del desenvolupament de la IA de la Xina van començar a finals dels anys setanta després de les reformes econòmiques de Deng Xiaoping que posaven èmfasi en la ciència i la tecnologia com a principal força productiva del país.
Les etapes inicials del desenvolupament de la IA de la Xina van ser lentes i van trobar reptes importants a causa de la manca de recursos i talent. Al principi, la Xina estava per darrere de la majoria dels països occidentals pel que fa al desenvolupament de la IA. La majoria de la investigació va ser dirigida per científics que havien rebut estudis superiors a l'estranger.
Des del 2006, el govern de la República Popular de la Xina ha desenvolupat constantment una agenda nacional per al desenvolupament de la intel·ligència artificial i s'ha convertit en una de les nacions líders en investigació i desenvolupament d'intel·ligència artificial. El 2016, el partit comunista xinès (PCCh) va publicar el seu tretzè pla quinquennal en el qual pretenia convertir-se en un líder global de la IA per al 2030.
El Consell d'Estat té una llista d'"equips nacionals d'IA" que inclou quinze empreses amb seu a la Xina, com Baidu, Tencent, Alibaba, SenseTime i iFlytek. Cada empresa hauria de liderar el desenvolupament d'un sector d'IA especialitzat designat a la Xina, com ara el reconeixement facial, el programari/ maquinari i el reconeixement de veu. El ràpid desenvolupament de la IA de la Xina ha afectat significativament la societat xinesa en molts àmbits, inclosos els àmbits socioeconòmic, militar i polític. L'agricultura, el transport, l'allotjament i els serveis d'alimentació i la indústria manufacturera són les principals indústries que es veurien més afectades per un desplegament posterior de l'IA.
El sector privat, els laboratoris universitaris i l'exèrcit estan treballant de manera col·laborativa en molts aspectes, ja que hi ha pocs límits existents. El 2021, la Xina va publicar la Llei de seguretat de dades de la República Popular de la Xina, la seva primera llei nacional que aborda les preocupacions ètiques relacionades amb la IA. L'octubre de 2022, el govern federal dels Estats Units va anunciar una sèrie de controls d'exportació i restriccions comercials destinades a restringir l'accés de la Xina a xips informàtics avançats per a aplicacions d'IA.
S'han plantejat preocupacions sobre els efectes del règim de censura del govern xinès sobre el desenvolupament de la intel·ligència artificial generativa i l'adquisició de talent amb l'estat demogràfic del país.
La investigació i el desenvolupament de la intel·ligència artificial a la Xina va començar als anys 80, amb l'anunci de Deng Xiaoping de la importància de la ciència i la tecnologia per al creixement econòmic de la Xina.

## De finals de la dècada de 1970 a principis de la dècada de 2010
La investigació i el desenvolupament de la intel·ligència artificial no van començar fins a finals de la dècada de 1970 després de les reformes econòmiques de Deng Xiaoping. Tot i que hi va haver una manca d'investigació relacionada amb la IA entre els anys 50 i 60, alguns estudiosos creuen que això es deu a la influència de la cibernètica de la Unió Soviètica malgrat la divisió sino-soviètica a finals dels anys 50 i principis dels 60. A la dècada de 1980, un grup de científics xinesos va llançar una investigació en IA dirigida per Qian Xuesen i Wu Wenjun. Tanmateix, durant el temps, la societat xinesa encara tenia una visió generalment conservadora cap a la IA. El desenvolupament primerenc de la IA a la Xina va ser difícil, de manera que el govern de la Xina va abordar aquests reptes enviant acadèmics xinesos a l'estranger per estudiar IA i proporcionant encara més fons governamentals per a projectes de recerca. L'Associació Xinesa per a la Intel·ligència Artificial (CAAI) es va fundar el setembre de 1981 i va ser autoritzada pel Ministeri d'Afers Civils. El primer president del comitè executiu va ser Qin Yuanxun, que va rebre un doctorat en filosofia per la Universitat Harvard. El 1987, la Universitat de Tsinghua va publicar la primera publicació de recerca de la Xina sobre intel·ligència artificial. A partir de 1993, l'automatització intel·ligent i la intel·ligència han format part del pla tecnològic nacional de la Xina.

## De finals de la dècada de 2010 a principis de la dècada de 2020
El Consell d'Estat de la Xina va publicar "Un pla de desenvolupament de la intel·ligència artificial de nova generació" (document del Consell d'Estat [2017] núm. 35) el 20 de juliol de 2017. En el document, el Comitè Central del PCCh i el Consell d'Estat van instar els òrgans de govern de la Xina a promoure el desenvolupament de la intel·ligència artificial. Concretament, el pla descriu la IA com una tecnologia estratègica que s'ha convertit en un "focus de competència internacional".:2 El document instava una inversió important en diverses àrees estratègiques relacionades amb la IA i demanava una estreta cooperació entre els sectors estatal i privat. Amb motiu del discurs del secretari general del PCC, Xi Jinping, a la primera reunió plenaria del Comitè Central de Desenvolupament de la Fusió Militar-Civil (CMCFDC), acadèmics de la Universitat de Defensa Nacional van escriure al People's Liberation Army Daily que la "transferibilitat dels recursos socials" entre finalitats econòmics i militars és un component essencial per ser una gran potència. Durant les Dues Sessions de 2017, es va proposar elevar la "intel·ligència artificial plus" a un nivell estratègic. El mateix any va ser testimoni de l'aparició de múltiples usos a nivell d'aplicació en l'àmbit mèdic, segons els informes. A més, l'Acadèmia Xinesa de les Ciències (CAS) va establir el seu laboratori d'investigació de xips de processadors d'IA a Nanjing i va presentar el seu primer xip d'especialització en IA, Cambrian.

## Empreses líders
Entre les empreses i start-ups líders centrades en IA inclouen Baidu, Tencent, Alibaba, SenseTime, 4Paradigm i Yitu Technology. Les companyies xineses d'IA iFlytek, SenseTime, Cloudwalk i DJI han rebut atenció per al reconeixement facial, el reconeixement de so i les tecnologies de drons.
El govern de la Xina adopta un enfocament de la IA orientat al mercat i ha intentat encoratjar les empreses tecnològiques privades a desenvolupar la IA.:281 El 2018, va designar Baidu, Alibaba, iFlytek, Tencent i SenseTime com a "campions de l'IA".:281 
El 2023 Tencent va estrenar el seu gran model d'idioma Hunyuan per a ús empresarial a Tencent Cloud.
Les noves startups líders en intel·ligència artificial inclouen Baichuan, Zhipu AI, Moonshot AI i MiniMax, que els inversors van elogiar com els nous "AI Tigers" de la Xina el 2024. 01.AI també s'ha presentat com una startup líder.
El gener de 2025 DeepSeek va llançar el seu model DeepSeek-R1 i va sorprendre el món occidental. El seu rendiment amb un maquinari mínim és comparable als models líders als EUA. DeepSeek és una filial de High-Flyer, una empresa de propietat privada a Hangzhou, Zhejiang.
| Any  | Companyia                     | Especialitat designada en IA           |
| ---- | ----------------------------- | -------------------------------------- |
| 2017 | Alibaba Cloud (阿里云)        | Ciutat intel·ligent                    |
| 2017 | Baidu (百度)                  | Vehicle autònom                        |
| 2017 | Tencent (腾讯)                | Intel·ligència mèdica                  |
| 2017 | iFlytek (科大讯飞)            | Reconeixement de veu                   |
| 2018 | SenseTime (商汤)              | Visió intel·ligent                     |
| 2019 | Yitu (依图科技)               | Informàtica visual                     |
| 2019 | Tecnologia Minglam (明略科技) | Màrqueting intel·ligent                |
| 2019 | Huawei (华为)                 | Programari i maquinari                 |
| 2019 | Pingan (中国平安)             | Intel·ligència financera               |
| 2019 | Hikvision (海康威视)          | Percepció de vídeo                     |
| 2019 | JD.com (京东)                 | Cadena de subministrament intel·ligent |
| 2019 | Megvii (旷世科技)             | Percepció visual                       |
| 2019 | Qihoo 360 (奇虎360)           | Seguretat i cervell intel·ligent       |
| 2019 | TAL Education Group (好未来)  | Educació                               |
| 2019 | Xiaomi (小米)                 | Domòtica                               |